# 二尊院
二尊院（にそんいん）は、京都市右京区嵯峨二尊院門前長神町にある天台宗の寺院。山号は小倉山。寺号は華台寺。本尊は釈迦如来と阿弥陀如来。詳しくは小倉山二尊教院華台寺（おぐらやま にそんきょういん けだいじ）、二尊敎院華臺寺と称する。二尊院の名は本尊の「発遣の釈迦」と「来迎の阿弥陀」の二如来像に由来する。
総門を入った「紅葉の馬場｣と呼ばれる参道は、紅葉の名所として知られる。また奥には小倉百人一首ゆかりの藤原定家が営んだ時雨亭跡と伝わる場所がある。また、小倉あん発祥の地として伝わる。

## 歴史
平安時代初期の承和年間（834年 - 847年）、嵯峨天皇の勅により円仁（慈覚大師）が建立したと伝わる。以後荒廃するが、鎌倉時代初期に法然の高弟だった第3世湛空らにより再興され、天台宗・真言宗・律宗・浄土宗の四宗兼学の道場となったが、中でも浄土宗の勢力が強く、嵯峨門徒の拠点となった。また、湛空は土御門天皇と後嵯峨天皇の戒師を務めている。
嘉禄3年（1227年）に起こった嘉禄の法難の際には、法然の遺骸を天台宗の僧兵から守るために法然廟所から二尊院まで六波羅探題の武士団らに守られながら遺骸が移送された。
第4世叡空は後深草天皇、亀山天皇、後宇多天皇、伏見天皇の四帝の戒師を務めている。
南北朝時代から御黒戸四箇院（廬山寺・二尊院・般舟三昧院・遣迎院）の一つとして、御所内の仏事を明治維新まで司っている。そのため、鷹司家や二条家などの公家の墓が数多くある。
室町時代になると応仁の乱による延焼で堂塔伽藍が全焼するが、本堂と唐門が約30年後の永正18年（1521年）、後奈良天皇の戒師を務めた第16世恵教上人の代に三条西実隆が寄付金を集めて再建している。
江戸時代後期より天台宗に属するようになり、「嵯峨三名跡」の1か寺に数えられる。

## 境内
- 本堂（京都市指定有形文化財） - 永正18年（1521年）、三条西実隆によって再建。本堂に掛かる勅額「二尊院」は後奈良天皇の宸筆である。
- 前庭
- 庭園「六道六地蔵の庭」 - 本堂の裏にある。
- 書院
- 庫裏
- 茶室「御園亭」 - 後水尾天皇の第6皇女賀子内親王の御化粧之間が二条家に移され、それが後に当院に移築されたもの。
- 御霊屋
- 弁天堂
- 鐘楼 - 慶長年間（1596年 - 1615年）に再建。梵鐘は「しあわせの鐘」と呼ばれる。
- 角倉了以像
- 八社宮（京都市指定有形文化財） - 伊勢神宮、松尾大社、愛宕神社、石清水八幡宮、熱田神宮、日吉神社、八坂神社、北野天満宮。表鬼門の社。室町時代に建立。
- 勅使門（唐門） - 永正18年（1521年）、三条西実隆によって再建。勅使門に掛かる勅額「小倉山」は後柏原天皇の宸筆である。
- 黒門
- 湛空上人廟 （京都市指定有形文化財）- 法然上人廟でもある。室町時代末期に建立。碑は建長5年（1253年）に宋の石工によって彫られたと思われる。
- 時雨亭跡 - 藤原定家の小倉山荘「時雨亭」跡とされる場所。定家が小倉百人一首を作成した場所とされている。当院の南にある常寂光寺にも時雨亭跡とされる場所がある。
- 角倉了以・角倉素庵父子の墓
- 鷹司家の墓
- 三条西家の墓
- 三帝陵 - 土御門天皇、後嵯峨天皇、亀山天皇の分骨を安置する。
- 伊藤仁斎・伊藤東涯父子の墓
- 四条家の墓
- 二条家の墓
- 冨田溪仙の墓
- 三条家の墓
- 嵯峨家の墓
- 阪東妻三郎・田村高広親子の墓
- 西行法師庵跡
- 総門（京都市指定有形文化財） - 慶長18年（1613年）に伏見城の薬医門を角倉了以が貰い受けて寄進・移築したものと伝わる。

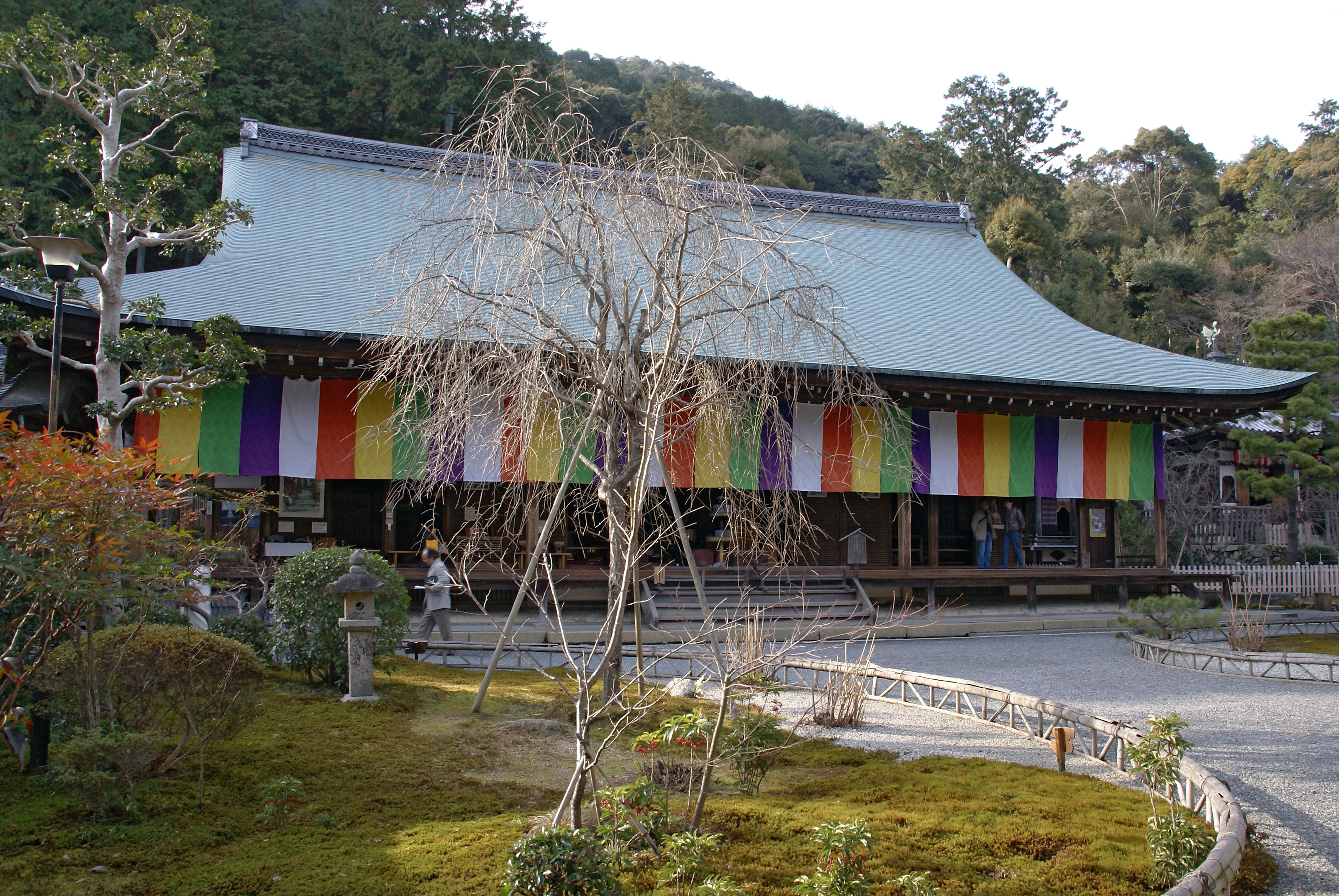
本堂
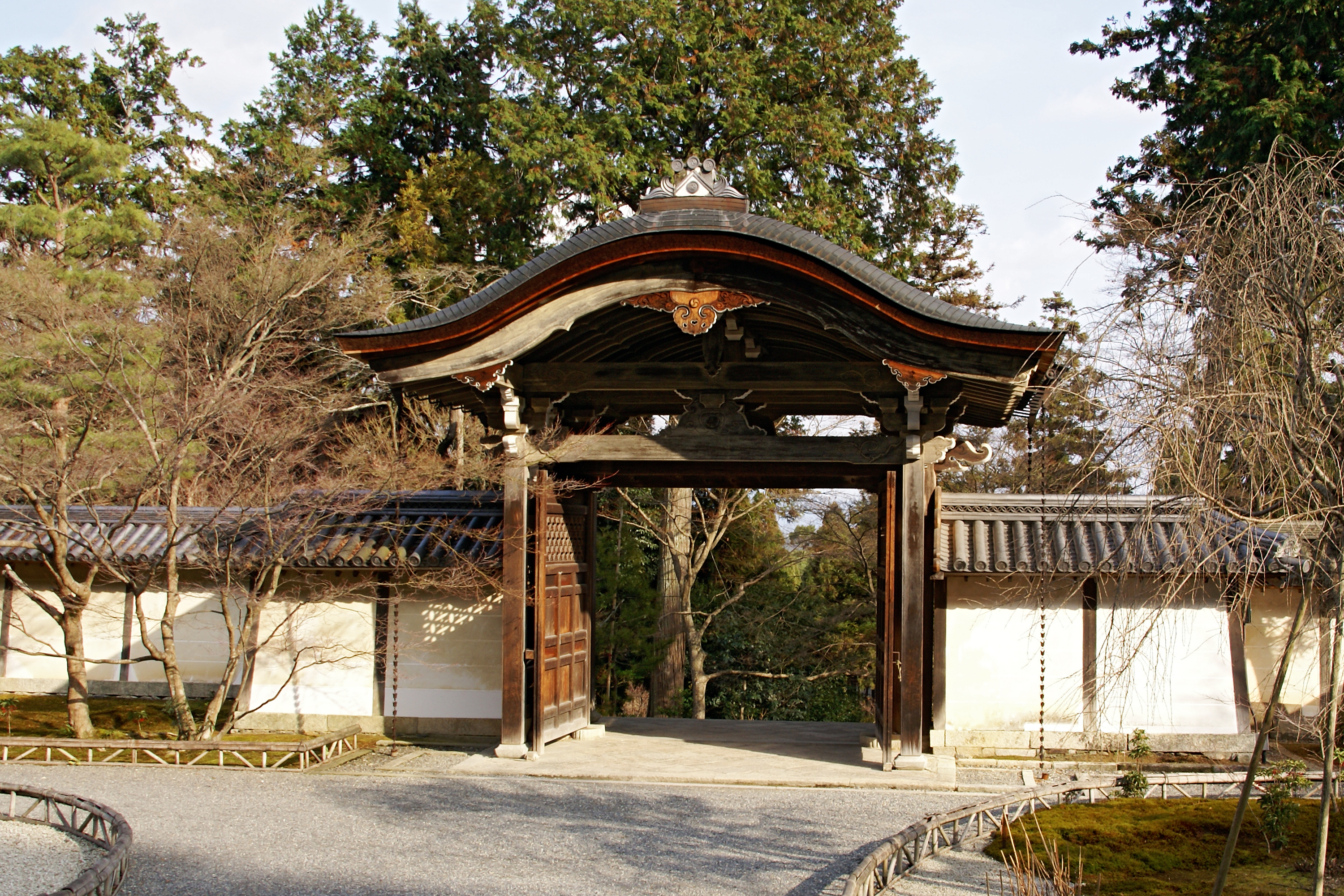
勅使門
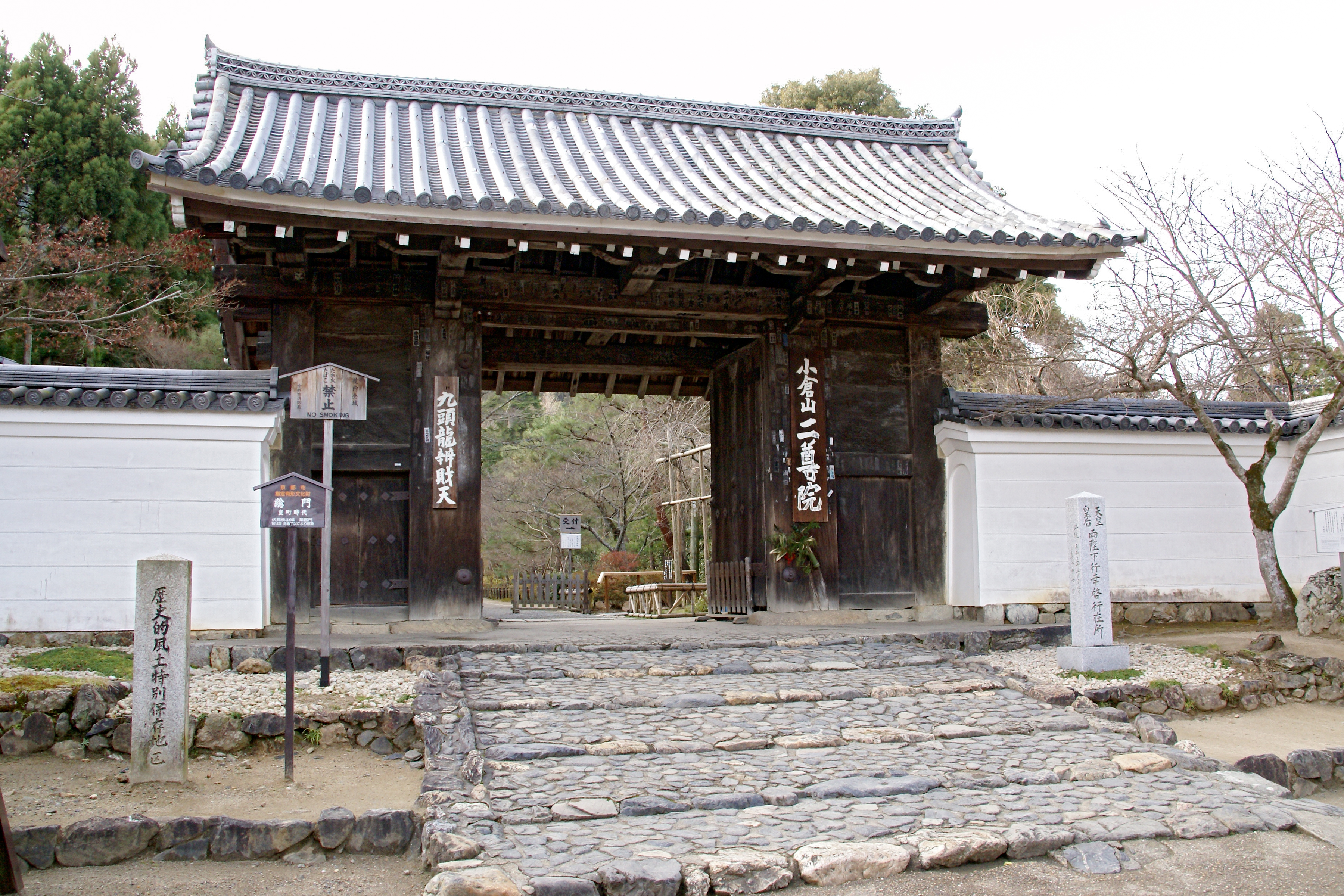
総門
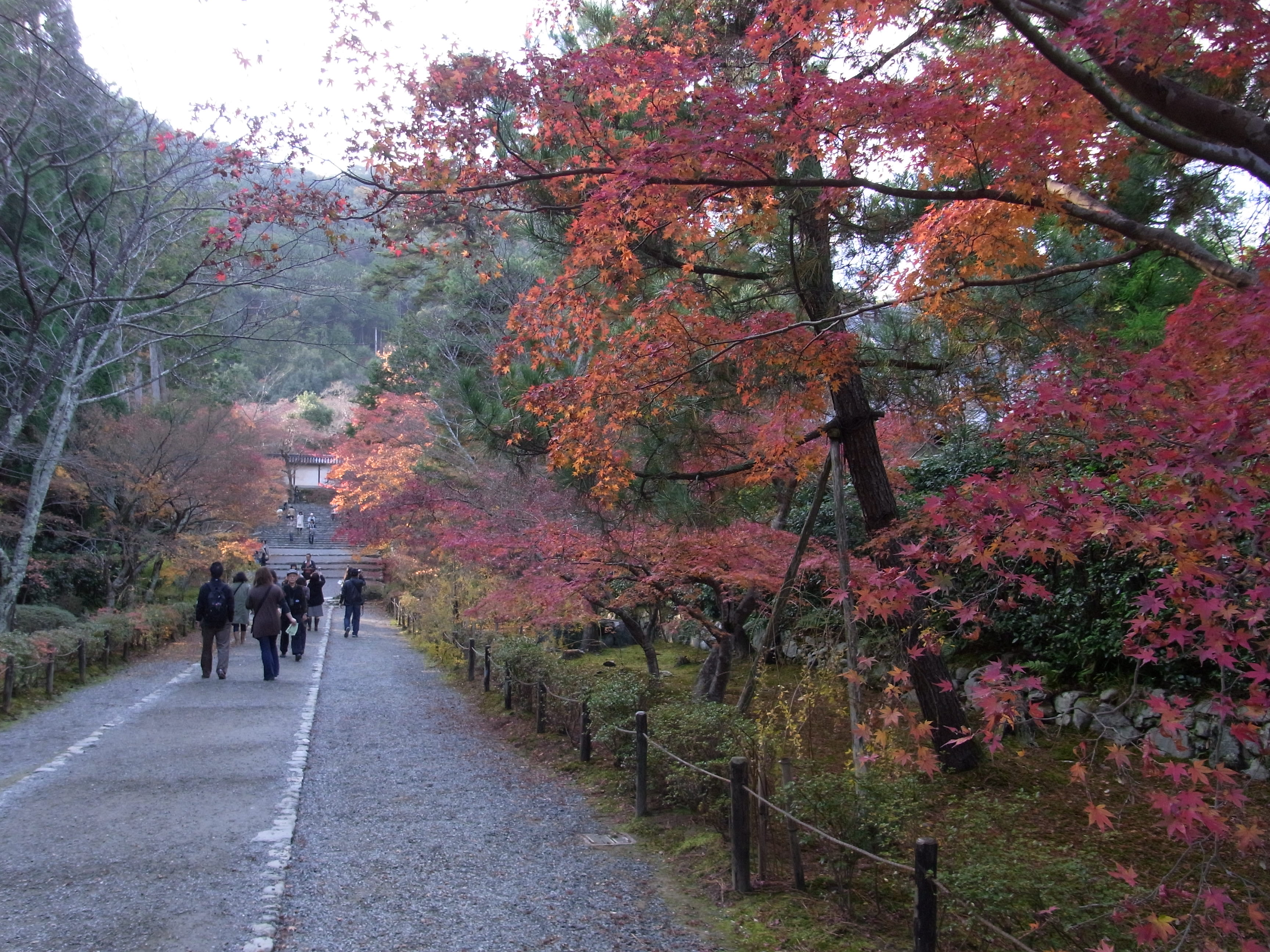
紅葉の馬場
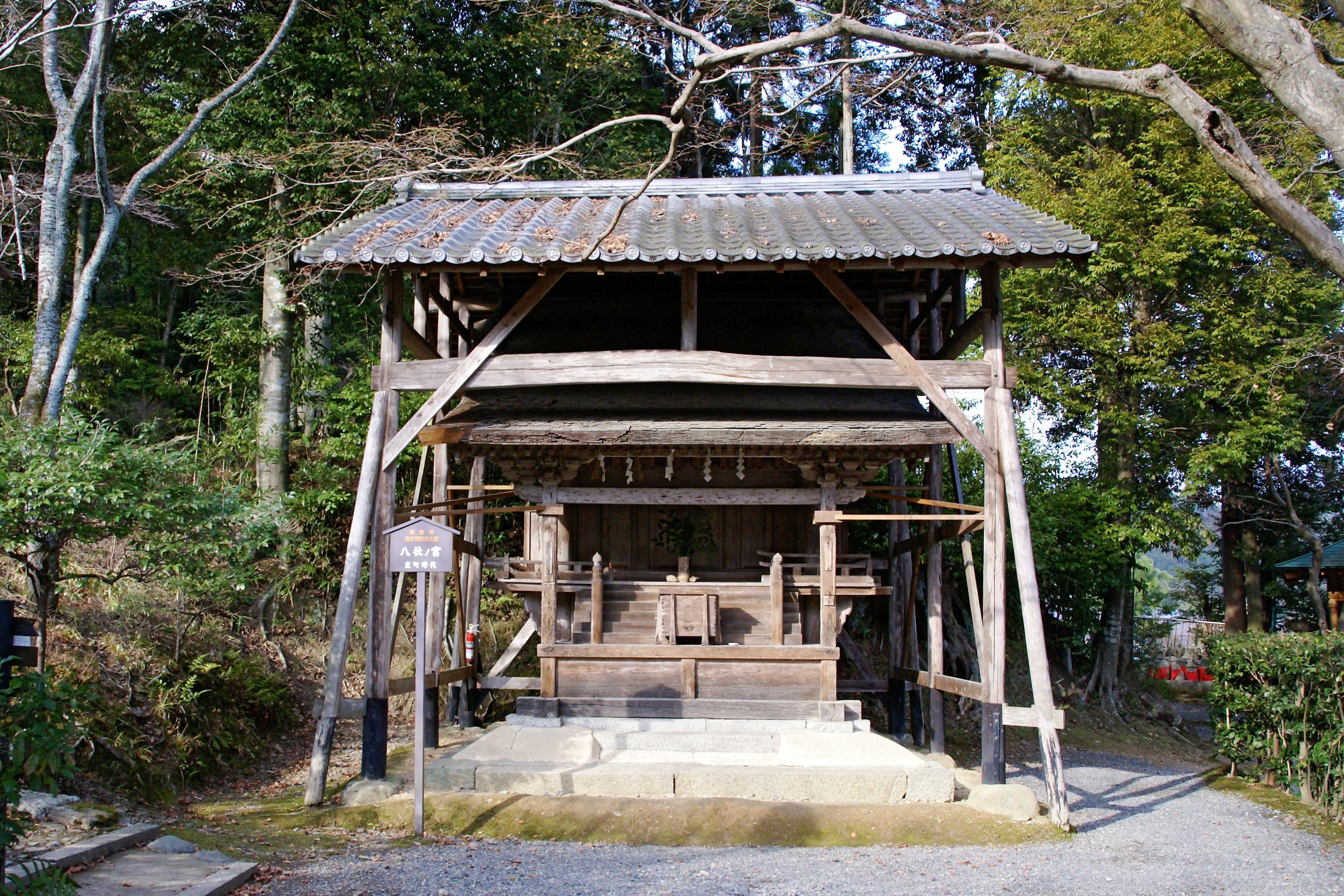
八社宮
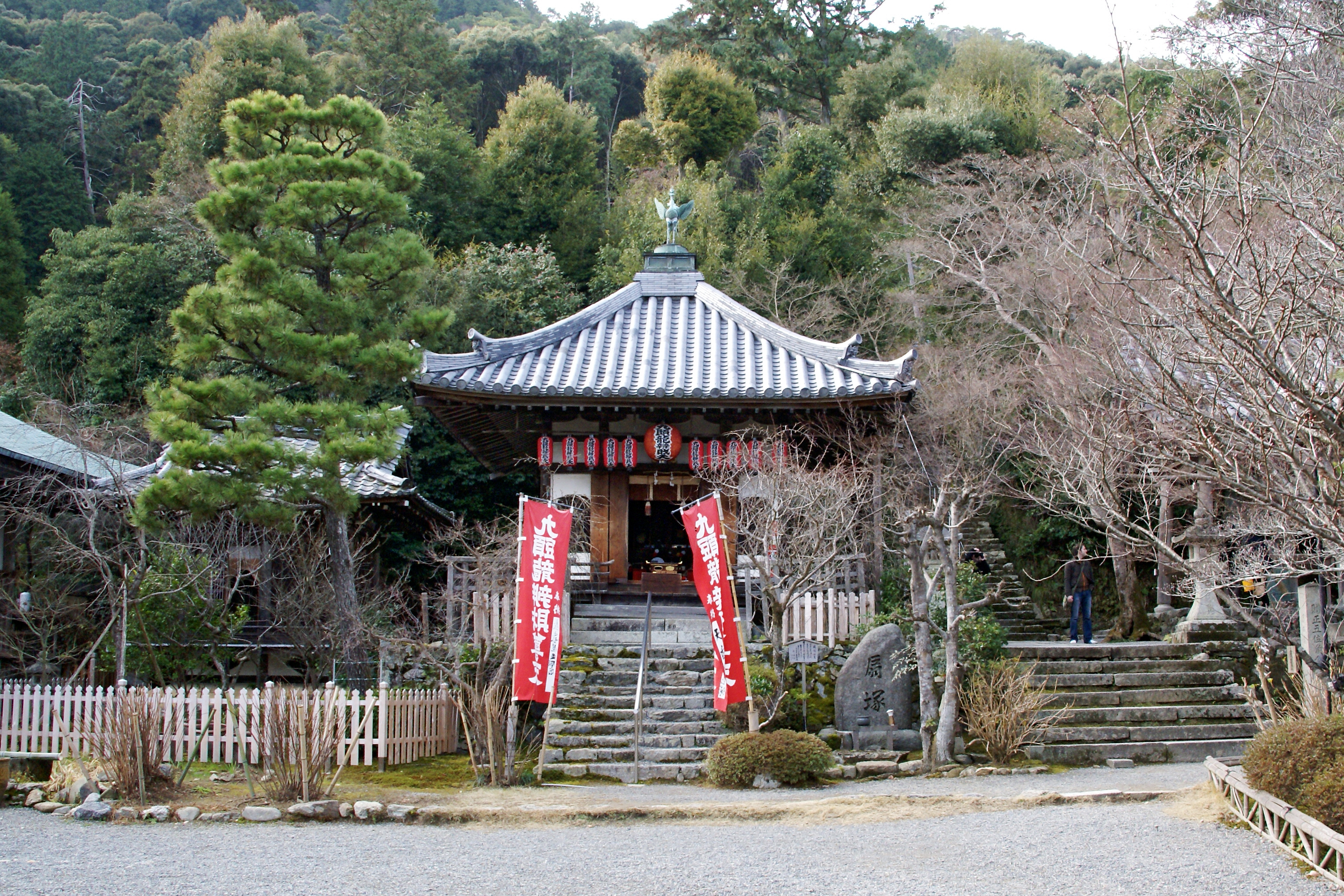
弁天堂
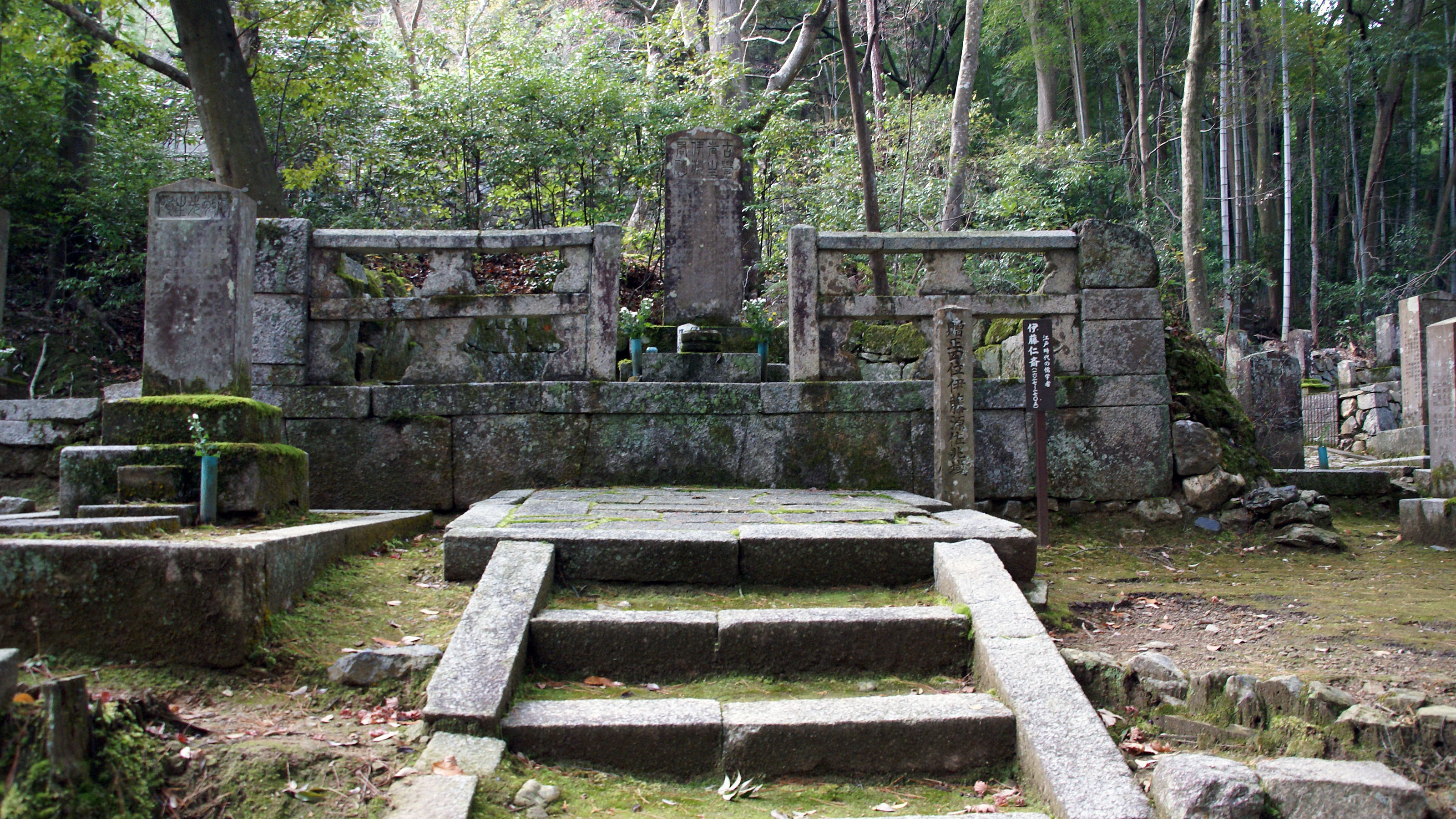
伊藤仁斎の墓
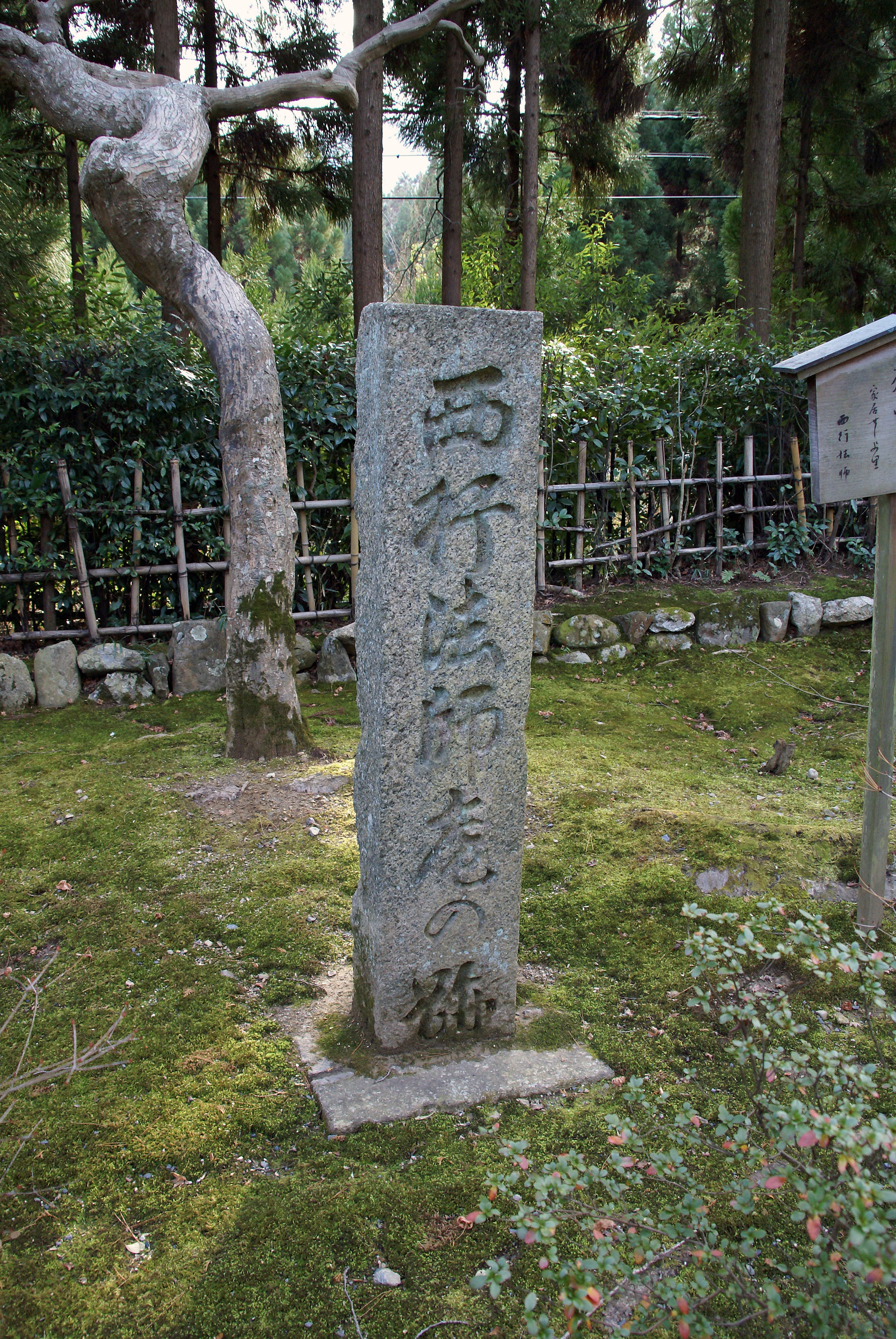
西行の庵跡

## 文化財

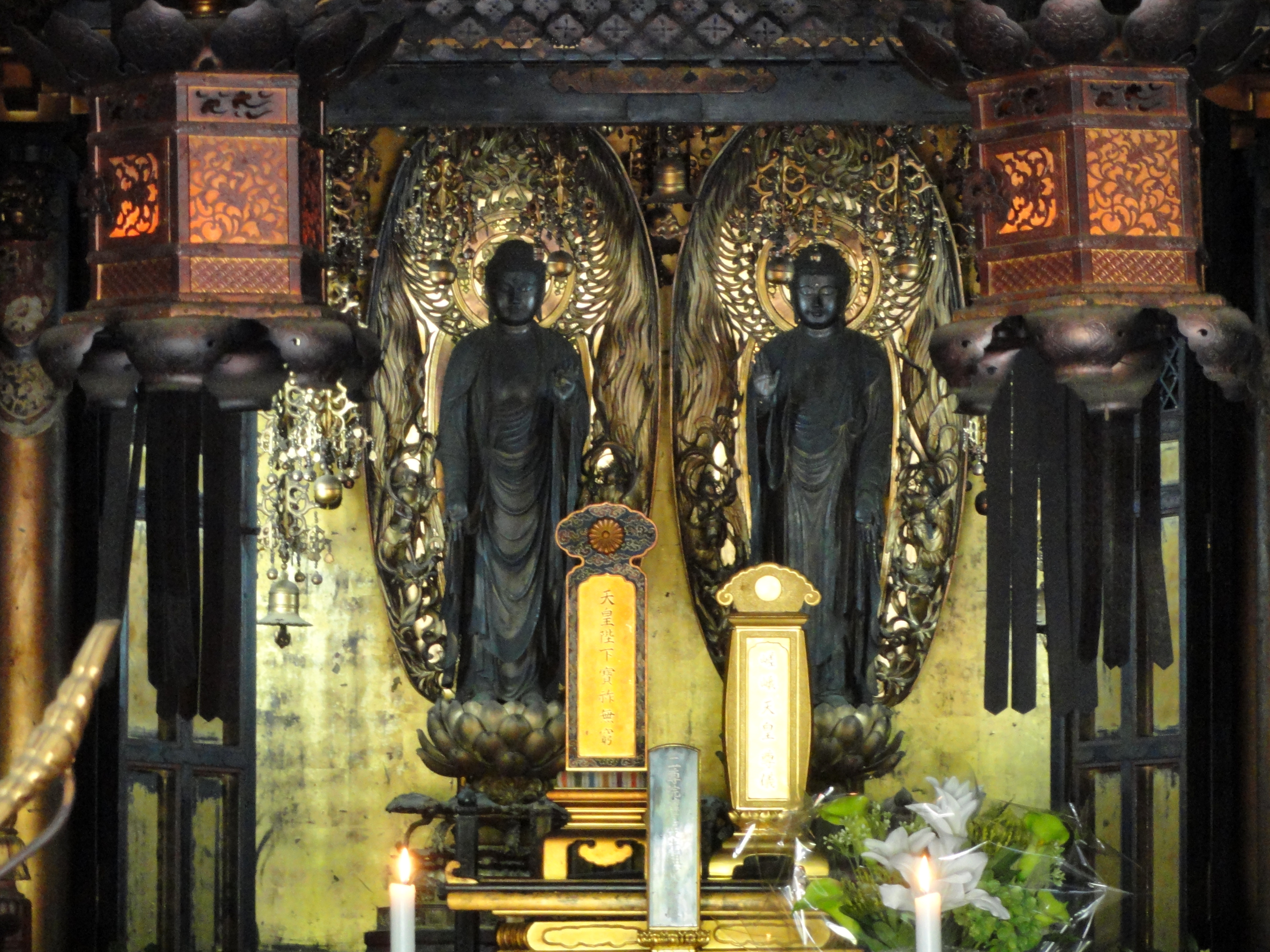
本堂内陣 木造釈迦如来立像（向かって右）・阿弥陀如来立像

### 重要文化財
- 木造釈迦如来立像・阿弥陀如来立像
本堂に安置。鎌倉時代の作。像高は両像とも78.8センチ。向かって右に発遣（撥遣）（ほっけん / はっけん、現世から来世へと送り出す）の釈迦如来、左に来迎（らいごう、西方極楽浄土へ迎え入れる）の阿弥陀如来が並び立つ。像表面は現状では黒ずんでいるが、金泥塗りとし、截金で文様を表している。両像はよく似ているが、下半身の衣文の形式などに変化をつけている。釈迦如来像が右手を上げ、左手を下げる一般的な印相を示すのに対し、阿弥陀如来像は右手を下げ、左手を上げる通常とは逆の形に造り、両像は左右対称形となっている。また、通常の阿弥陀如来像は親指と人差し指、親指と中指、親指と薬指のいずれかで輪をつくる印相を示すが、二尊院の阿弥陀如来像は下げた右手の指を5本とも真っ直ぐ伸ばしている点が珍しい[3]。
- 絹本著色逍遥院実隆像・称名院公条像
- 絹本著色浄土五祖像
- 絹本著色十王像
- 絹本著色釈迦三尊像
- 絹本著色法然上人像 - 鎌倉時代。通称「足曳きの御影」。九条兼実の命で絵師・宅間法眼が描いたもの。画面の損傷が激しいが、法然の画像としては最古級のものである。
- 法然上人七箇条制法　附：蒔絵箱
- 法門名義　巻第一

### 重要美術品
- 絹本著色二十五菩薩来迎図 17幅

### 京都市指定有形文化財
- 本堂 附：廊1棟
- 湛空廟 附：石柵
- 惣門（総門） 附：棟札1枚
- 八社宮

### その他
- 本堂勅額 - 後奈良天皇宸筆「二尊院」
- 唐門勅額 - 後柏原天皇宸筆「小倉山」

## 前後の札所
法然上人二十五霊場
16 光明寺　-　17 二尊院　-　18 月輪寺

## 所在地
- 京都市右京区嵯峨二尊院門前長神町27

## その他
- 漫画『こちら葛飾区亀有公園前派出所』に登場する磯鷲邸のモデルとして紹介されており、作中で磯鷲家の所在地は、京都嵐山とされている[4]。

## 交通アクセス
- 京都市バス、京都バス、「嵯峨小学校前」バス停下車、徒歩15分
- JR西日本嵯峨野線、「嵯峨嵐山駅」下車、徒歩20分
- 嵯峨野観光鉄道嵯峨野観光線、トロッコ嵐山駅下車、徒歩5分